# Kef El Ahmar
Kef El Ahmar (în arabă الكاف الاحمر) este o comună din provincia El Bayadh, Algeria.
Populația comunei este de 7.566 de locuitori (2008).